# Martha Vicinus

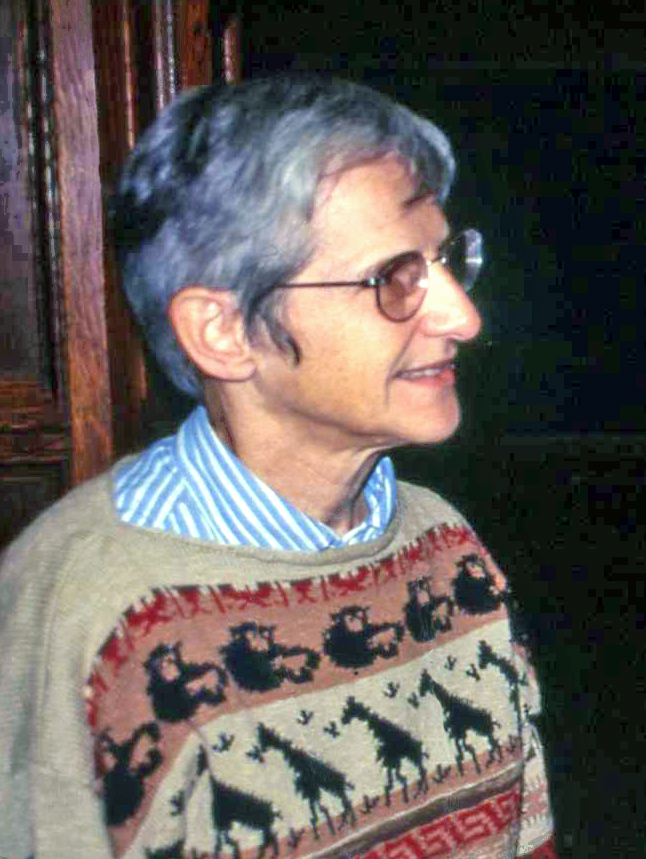

Martha Vicinus (* 20. November 1939 in Rochester, New York) ist eine US-amerikanische Historikerin, Autorin und Frauenrechtlerin.

## Leben
Vicinus studierte Geschichte an der Northwestern University, an der Johns Hopkins University und an der University of Wisconsin. Als Hochschullehrerin für Geschichte lehrte Vicinus an der University of Michigan. Ihr Lehr- und Arbeitsschwerpunkt ist die Frauenforschung. Als Autorin veröffentlichte sie mehrere Bücher.

## Werke (Auswahl)
- mit Caroline Eisner: Originality, Imitation, and Plagiarism: Teaching Writing in the Digital Age. University of Michigan Press, Ann Arbor 2008, ISBN 978-0-472-90048-0.
- Intimate Friends: Women Who Loved Women. University of Chicago Press, Chicago 2004, ISBN 0-226-85563-5.
- Lesbian Subjects: A Feminist Studies Reader. Indiana University Press, Bloomington 1996, ISBN 0-253-33060-2.
- mit Martin Duberman und George Chauncey, Jr.: Hidden from History: Reclaiming the Gay & Lesbian Past. New American Library, New York 1989, ISBN 0-452-01067-5.
- mit Bea Nergaard: Ever Yours, Florence Nightingale: Selected Letters. Harvard University Press, Cambridge 1989, ISBN 0-674-27020-7.
- Independent Women: Work and Community for Single Women, 1850–1920. University of Chicago Press, Chicago 1985, ISBN 0-226-85567-8.
- The Ambiguities of Self-Help: Concerning the Life and Work of the Lancashire Dialect Writer Edwin Waugh. George Kelsall, Littleborough 1984, ISBN 0-946571-00-7.
- A Widening Sphere: Changing Roles of Victorian Women. Methuen, London 1977, ISBN 0-253-36540-6.
- Broadsides of the Industrial North. F. Graham, Newcastle upon Tyne 1975, ISBN 0-85983-063-2.
- The Industrial Muse: A Study of Nineteenth-Century British Working-Class Literature. Croom Helm, London 1974, ISBN 0-85664-131-6.
- Suffer and Be Still: Women in the Victorian Age. Indiana University Press, Bloomington 1972. (Routledge, Oxon 2013, ISBN 978-1-135-04526-5)
- The Lowly Harp: A Study of 19th Century Working Class Poetry. University of Wisconsin-Madison, 1969.